# Acronis Disk Director Home
Acronis Disk Director Home — комп'ютерне програмне забезпечення для управління розділами жорсткого диска, відновлення розділів і дисків, управління декількома ОС на одному комп'ютері.

## Утиліти
Acronis Disk Director Home складається з набору утиліт, в нього входять:
- Модуль управління розділами
- Утиліта Acronis Recovery Expert
- Утиліта Acronis OS Selector

### Модуль управління розділами
Модуль управління розділами дозволяє створювати, видаляти, об'єднувати, розділяти, масштабувати, копіювати, переміщати, форматувати і приховувати розділи.

### Acronis Recovery Expert
Інструмент для відновлення розділів і дисків. Доступне відновлення видалених або пошкоджених розділів, завантаження з завантажувальних дисків CD/DVD, USB-носіїв і USB-дисків.

### Acronis OS Selector
Забезпечує можливість встановлювати декілька ОС на одному комп'ютері. В тому числі: встановлення паролів на задані варіанти завантаження, завантаження з додаткового жорсткого диска, клонування встановленої операційної системи, управління видимістю операційних систем.

## Підтримувані файлові системи
FAT16, FAT32, NTFS, Ext2, Ext3, ReiserFS3, Linux SWAP. 

## Історія змін

### Acronis Disk Director 11 Home
- Клонування диска
- Підтримка GPT-дисків
- Підтримка динамічних дисків
- Починаючи з цієї версії не підтримується платформа Windows NT 4
- Починаючи з цієї версії підтримується платформа Windows 7

## Мінімальні Системні вимоги
- Процесор: Intel Pentium або його аналог, з частотою 800 МГц або вище
- Комп'ютерна пам'ять: 256 МБ
- Дисковий простір: 150 МБ
- Мишка
- SVGA відеоадаптер і монітор